# L'Homme qui a tué Billy le Kid
Pour plus de détails, voir Fiche technique et Distribution.
L'Homme qui a tué Billy le Kid (El hombre que mató a Billy el Niño) est un western spaghetti italo-espagnol réalisé par Julio Buchs et sorti en 1967.

## Synopsis
Après diverses mésaventures, Billy le Kid, afin de sauver sa mère d'un bandit, est obligé de l'affronter et de le tuer, devenant ainsi lui-même hors-la-loi. Il s'échappe en suivant les conseils d'un vieil ami de la famille, Pat Garrett. Son évasion ne suffit pas à l'empêcher de se livrer à de nouveaux combats et meurtres, et il est finalement poursuivi par Pat, désormais shérif du comté de Lincoln. Lorsqu'ils se rencontrent, Billy promet à Pat qu'il ne commettra plus de crimes, mais lorsque le jeune homme accepte de purger sa peine, les gens se retournent contre lui en le réprimandant pour ses actions, et il s'enfuit à nouveau. Billy veut changer, mais quand il vient voir Pat sans arme, quelqu'un lui tire dessus.

## Fiche technique
- Titre français : L'Homme qui a tué Billy le Kid[1]
- Titre original espagnol : El hombre que mató a Billy el Niño[2],[3],[4]
- Titre original italien : E divenne il più spietato bandito del sud[5]
- Réalisateur : Julio Buchs
- Scénario : Julio Buchs, Federico De Urrutia, Lucio Fulci, José Mallorquí
- Photographie : Miguel Fernández Mila, Domenico Scala (de)
- Montage : Cecilia Gómez, Magdalena Pulido (en)
- Musique : Gianni Ferrio
- Décors : Francesco Calabrese
- Production : Silvio Battistini, Ricardo Sanz (en)
- Société de production : Kinesis Film, Aitor Film
- Pays de production :  Italie -  Espagne
- Langue originale : espagnol
- Format : Couleur par Eastmancolor - 2,35:1 - Son mono - 35 mm
- Durée : 103 minutes (1 h 43)
- Genre : Western spaghetti
- Dates de sortie :
  - Italie : 9 mars 1967
  - Espagne : 1er mai 1967
  - France : 8 juillet 1970
- Affiche : Jean Mascii (France)

## Distribution
- Peter Lee Lawrence : Billy le Kid
- Fausto Tozzi : Pat Garrett
- Dyanik Zurakowska : Helen
- Gloria Milland : la mère de Billy
- Carlos Casaravilla (es) : Jackson Murphy
- Antonio Pica : Mark Travis
- Luis Prendes (es) : John Tunstill
- Enrique Ávila (es) : Hank
- Orlando Baralla : Gouverneur du Nouveau-Mexique
- Francisco Sanz (it) : vendeur de rue
- Luis Rivera : Mark Liston
- Barta Barri (de) : rancher
- Alfonso Rojas : Paul Powers
- Luis Induni : Maurice
- Milo Quesada : Raul Alonso
- Miguel Palenzuela : Peter "Mac" MacGregor
- Antonio Molino Rojo : Tom MacGregor
- Manuel Alexandre : Manuel Albarca
- Miguel de la Riva : lieutenant de cavalerie
- Tomás Blanco (es) : Oncle Peter
- Margot Cottens (es) : Mme Huerte
- Carmen Porcel : Mme Patterson
- Alfredo Santacruz : Général
- Gonzalo de Esquiroz : général : Greg
- José Canalejas : l'homme de main de Travis
- Alfonso de la Vega : Hols

## Production
Le film a été tourné en partie en Italie, dans les villes de Rome et de Trieste, et le reste en Espagne, à Madrid et à Almería.